# الیا کازان
الیا کازان (Elia Kazan) با نام کامل الیاس کازان‌ اوغلو (Elias Kazantzoglo) (۱۹۰۹–۲۰۰۳) کارگردان، نویسنده و تهیه‌کننده آمریکایی-یونانی بود. همچنین وی مؤسس اکتورز استودیو در نیویورک است.
الیا کازان دو بار برنده اسکار بهترین کارگردانی، چهار بار برنده گلدن گلوب بهترین کارگردانی و سه بار برنده جایزه تونی شد. همچنین بارها نامزد و برنده جشنواره‌های جهانی مانند جشنواره فیلم کن و جشنواره فیلم ونیز بود. کازان یک اسکار هم برای یک عمر دستاورد هنری گرفت.
کازان در ۲۸ سپتامبر ۲۰۰۳ در ۹۴ سالگی درگذشت.

## آغاز زندگی

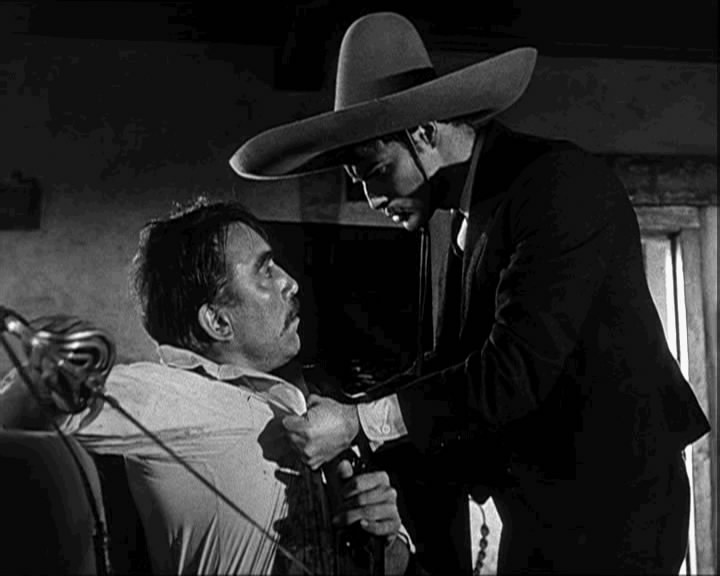
الیا کازان در سال 1952

الیا کازان، با نام تولد الیا کازان‌اغلو، از کارگردانان مشهور سینما و تئاتر، ۱۹۰۹ از پدر و مادری یونانی در کنستانتینوپل ﴿استانبول امروزی﴾ زاده شد.
در ۴ سالگی با پدر و مادرش به آمریکا مهاجرت کرد و در نیویورک مقیم شد. پدرش تاجر فرش بود. کازان پس از پایان دبیرستان، به کالج ویلیامز در دانشگاه ییل رفت و در درام‌نویسی تحصیل کرد و پس از فارغ‌التحصیلی در دهه ۱۹۳۰ به کار با یک گروه تئاتر پرداخت.
کازان نخستین نمایشنامه اش را در ۱۹۳۵ روی صحنه برد و در دهه ۱۹۴۰، از مستعدترین کارگردانان برادوی بود. از معروف‌ترین نمایشنامه‌های او می‌توان پوست دندان‌های ما ﴿۱۹۴۲﴾، تمام پسران من ﴿۱۹۴۷﴾ و چای و سمپاتی ﴿۱۹۵۳﴾ را برشمرد.

## دوره حرفه‌ای
از ویژگی‌های فیلم‌سازی الیا کازان، همکاری او با نویسندگان نامدار دنیای ادبیات در نگارش فیلم‌نامه بود. وی سابقه همکاری با نویسندگانی چون «تنسی ویلیامز»، «هارولد پینتر»، «جان استاین‌بک» و «آرتور میلر» داشت.
سینمای الیا کازان از شخصیت‌هایش معنا می‌گرفت؛ نشان دادن آدمی روی مرز پرمخاطره خیر و شر مهم‌ترین دغدغه وی در فیلم‌هایش بود و کازان با خلق آن، فضای دراماتیک خاص خود را شکل می‌داد. فیلم‌های وی بازتابی از اجتماع و شرایطی بود که در آن زندگی می‌کرد. در یک‌کلام، سینمای کازان روایت انسان در تناقض‌ها و مسائل حل‌نشده زندگی است.
کازان، فیلم‌سازی را با فیلم‌های مستند آغاز کرد: اهالی کامبرلندز در ۱۹۳۷ و به تو بستگی دارد در ۱۹۴۱ از آن جمله‌اند.
نخستین فیلم بلند داستانی کازان، درختی در بروکلین می‌روید (۱۹۴۵) بود. این فیلم برگرفته از رمانی به همین نام اثر بتی اسمیت بود. درختی در بروکلین می‌روید، در بارهٔ یک خانوادهٔ بروکلینی در سال‌های آغاز قرن بیستم بود که الیا کازان مایه‌های دراماتیک آن را بیشتر کرد. فیلم برای هنرپیشهٔ مرد نقش اولش، جیمز دان یک اسکار و برای کازان، فرصتی برای ۹ سال کار در کمپانی فوکس به ارمغان آورد.

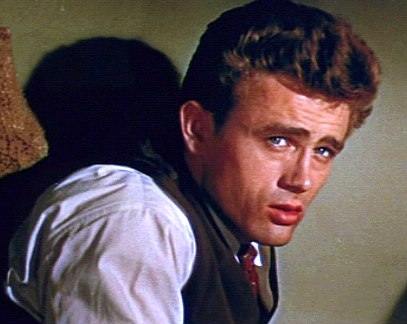
جیمز دین در شرق بهشت

در ۱۹۴۷ کازان در تأسیس مؤسسه اکتورز استودیو، یکی از مهم‌ترین کلاس‌های بازیگری آن زمان که بازیگری متدی را آموزش و رواج می‌داد، مشارکت کرد و بعدها از همین بازیگران آموزش‌دیده برای بازی در فیلم‌هایش بهره برد، از جمله مارلون براندو، جیمز دین.
کازان در این سال‌ها بیشتر برای کارگردانی قدرت‌مند و واقع‌گرای نمایش‌نامه‌های تنسی ویلیامز مانند اتوبوسی به نام هوس ﴿۱۹۴۷)، و آرتور میلر مانند مرگ دستفروش ﴿۱۹۴۸﴾ تحسین می‌شد. او در ۱۹۴۷ با ساخت سه فیلم به موفقیت‌هایش افزود و خود را بیش از پیش به عنوان چهره‌ای سینمایی معرفی کرد: دریای علف‌ها (بر اساس رمانی از کنراد ریشتر)، بومرنگ، و توافق یک جنتلمن.
توافق‌های شفاهی نخستین اسکار کارگردانی را برای کازان به همراه داشت. در این فیلم گریگوری پک در نقش یک خبرنگار اصول‌گرا ظاهر شده بود که داستانی با مضامین ضد نژادپرستانه می‌نویسد و همین داستان ماجراهایی را برای او به همراه دارد. کازان در فیلم بعدی اش، پینکی (۱۹۴۹) هم به مسائل سیاه‌پوستان در آمریکا می‌پردازد. پینکی دربارهٔ بحران هویت یک دختر سیاه‌پوست است، رنگ پوست این دختر چنان روشن است که به راحتی می‌تواند با سفیدپوستان اشتباه گرفته شود. کازان در ۱۹۵۰، وحشت در خیابان‌ها را ساخت که تریلری بود تماماً فیلم‌برداری‌شده در خیابان‌های نیواورلئان.

## الیا کازان و مارلون براندو
کازان در ۱۹۵۱ تصمیم گرفت نمایش‌نامه معروف تنسی ویلیامز، اتوبوسی به نام هوس، را که خود بارها با موفقیت روی صحنه برده‌بود جلوی دوربین ببرد. کازان برای ساخت این فیلم به‌سراغ مارلون براندو رفت تا نقش استنلی کوالسکی را بازی کند. براندو پیش از این در تئاتر در این نقش بازی کرده‌بود و با بازی درخشانش، برگرفته از متد اکتینگ، در بازیگری انقلاب کرده‌بود. اتوبوسی به نام هوس، بازیگران بسیار خوبی داشت و مارلون براندو (در نقش استنلی کوالسکی)، ویوین لی (در نقش بلانش) کیم هانتر (در نقش استلا) و کارل مالدن (در نقش خواستگار بلانش) فوق‌العاده ظاهر شدند. کازان با بازیگران توانایی که در اختیار داشت، فضای سرد، غم بار و وهم‌آلود نمایش‌نامه ویلیامز را به‌خوبی به تصویر کشید و اثری خلق کرد که پس از سال‌ها هنوز جذاب، اثرگذار و منقلب‌کننده است.
کازان در ۱۹۵۲ در برابر کمیته فعالیت‌های ضدآمریکایی مک‌کارتی حاضر شد و به عضویت سابق خود در حزب کمونیست آمریکا اقرار کرد. کازان در این کمیته، رفقای سینمایی‌ کمونیست‌اش را لو داد، که نام آن‌ها را به لیست سیاه افزود. این کار کازان در حق دوستان و لطمه‌ای که مک کارتیسم به استناد گفته‌های او به بسیاری از اعضای جامعه سینمایی آن زمان آمریکا زد، لکه سیاهی در کارنامه و زندگی او شد. گرچه بسیاری معتقدند این کار او در آینده کاری‌اش اثری مثبت داشت، در موقعیتی که کازان در آن گیر افتاده بود، تنها دو راه داشت؛ یکی راهی که انتخاب کرد و دیگری سکوت، که نابودی محض کاری و سینمایی او را به همراه داشت، چون در اوج خلاقیت دیگر نمی‌توانست به کار در هیچ استودیویی امیدوار باشد.
کازان در  ۱۹۵۲، زنده باد زاپاتا را ساخت. این فیلم بر اساس داستان جان اشتاین بک ساخته شد، و براندو در نقش زاپاتا ظاهر شد. کازان در اوج مک‌کارتیسم، این فیلم را بااین‌که مبارزاتِ به‌حقِ قهرمانی انقلابی را در برابر نظام حاکم نشان می‌داد، فیلمی ضدکمونیستی معرفی کرد.
مردی روی طناب (۱۹۵۳)، فیلم بعدی کازان بود، فیلمی هیجان‌انگیز و ضدکمونیستی دو آتشه که ماجرایش در چکسلواکی پس از جنگ می‌گذرد که یک گروه سیرک می‌خواهند از پرده آهنین (اصطلاحی برای مرزهای شوروی سابق) بگریزند.
فیلم بعدی کازان که یکی از مهم‌ترین و بهترین فیلم‌هایش است، در بارانداز (۱۹۵۴) است، که آن را براساس داستانی از باد شولبرگ ساخت. در این فیلم براندو نقش اصلی دارد. کازان در این فیلم، یک باج‌خور اتحادیه کارگری را همچون استعاره‌ای از جاسوسان کمونیست‌ها نشان داد و آشکارا جاسوسی کردن برای صاحب‌کار را اخلاقی جلوه داد. این فیلم ۸ سکار برد، از جمله اسکار بهترین کارگردانی. این فیلم همچنین موفقیت تجاری بسیاری به همراه داشت.

## پایان همکاری کازان و براندو
آخرین همکاری کازان و براندو در فیلم ستودۀ «در بارانداز» (۱۹۵۴) بود. پانزده سال بعد، کازان می‌خواست فیلمی بر اساس رمان پرفروش خود، «سازش»، بسازد. او دوباره به براندو فکر کرد. این فیلم بر اساس زندگی خود کازان بود. در واقع کازان از براندو می‌خواست تا در این فیلم، خودِ او باشد. البته کازان نگرانی‌هایی هم داشت. آن زمان، دوران افول براندو بود. فیلم‌هایش دیگر در گیشه خریداری نداشتند. بازیگر طلایی دهه قبل، اضافه وزن داشت و بی‌تفاوتی‌اش به پروژه‌های سینمایی روزبه‌روز بیشتر می‌شد. فیلم‌های دهه ۶۰ او بازتاب بازیگری بودند که از خودش در مقام بازیگر وحشت داشت. بازیگری که در فیلم‌های متوسط آمریکایی ظاهر می‌شد. فیلم‌هایی با موضوع پول و فساد، دروغ و تقلب. او دیگر آن بازیگر پرخواهان دهه قبل نبود.
به‌هرحال کازان فیلم ‌نامه را برای براندو فرستاد. شاید براندو به این فیلم‌نامه علاقه ‌مند می‌شد، شاید هم نه؛ معلوم نبود. براندو کازان را مدتی در بلاتکلیفی نگاه داشت. سرانجام از کازان دعوت کرد تا به ملاقاتش بیاید. قرارشان در خانه براندو بود.
۴ آوریل ۱۹۶۸ همان روزی که مارتین لوترکینگ کشته‌ شد، کازان به خانه براندو رفت. براندو بیرون از خانه منتظر بود و کازان را با اندوه ترور رهبر جنبش سیاه‌پوستان آمریکا در آغوش گرفت. ایالات متحده غرق در ماتم بود.
ملاقات‌شان از همان ورودی خانه فراتر نرفت. کازان بعدها نوشت: «او آنقدر مشتاق و متقاعد کننده بود که در ابتدا متوجه نشدم. آرام مرا به اتومبیلم برگرداند. در را برایم باز کرد و کمک کرد تا سوار اتومبیل شوم.»
کازان که در اتومبیل نشست، براندو گفت نمی‌تواند در این نقش بازی کند. کازان هم رفت و همان‌طور که می‌دانیم، این دو بعد از آن، هیچ‌گاه همدیگر را ندیدند. نقش به کرک داگلاس رسید و کازان اذعان داشت: «من او را فوق‌العاده باهوش و بی‌نهایت مشتاق یافتم. کرک مایه آسودگی خاطر هر کارگردانی است».
ارتباطی حیاتی (با کازان) در زندگی خلاقانه براندو از میان رفت. نفرتی متقابل شکل گرفت. براندو می‌توانست فکر کند که کازان او را ترک کرده و کازان هم می‌توانست باور کند که بودنش (به عنوان کارگردان) برای براندو (در مقام بازیگر) ضروری بوده‌است. دیگر جایی برای احساسات‌گرایی یا قدردانی نبود. حتی در ۱۹۹۹ و زمانی که کازان اسکاری افتخاری از آکادمی علوم و هنرهای سینمایی گرفت، براندویی در شب مراسم حضور نداشت. دیگر دیداری صورت نگرفت. هیچ.
۱۹۵۵، کازان به سراغ رمان دیگری از جان استاین‌بک به نام شرق بهشت رفت، رمانی درباره عشق، احساسات و عصیان نسل جدید آمریکا که نمی‌توانند جای‌گاهی برای خود در خانواده‌هایشان بیاین. در این فیلم جیمز دین در نقش پسری احساساتی و سرکش ظاهر شد. جیمز دین، جذاب و زیبا بود و آن زمان، بت جوانان آمریکا شده‌ بود، اما کازان از سپردن این نقش به او ناراضی بود زیرا چهره او بیش از حد جذاب بود و به نقش این پسر نمی‌خورد.
به نوعی می‌توان شرق بهشت را یک فیلم اجتماعی نیز نامید زیرا این فیلم تا حدی بیانگر اوضاع اجتماعی جامعهٔ آمریکا در هنگامهٔ جنگ جهانی دوم و اعزام نیروهای آمریکایی به نبرد است. سادگی آدم‌ها در این فیلم، تعیین‌کننده بود و به جذاب بودنش کمک می‌کرد.
در این زمان کازان کمپانی فیلم‌سازی‌اش، نیوتاون پروداکشن، را تأسیس کرد و فیلم‌های بعدی اش را در آن ساخت، از جمله فیلم عروسک بچه (۱۹۵۶)، فیلم نامتعارفی که برگرفته از دو نمایش‌نامه تک پرده‌ای تنسی ویلیامز بود. ایلای والاک که از دیگر هنرآموختگان اکتورز استودیو بود در این فیلم بازی کرد. سیمایی در میان جمع (۱۹۵۷) بر اساس داستان کوتاهی از باد شولبرگ دربارهٔ فرصت‌طلبی و سوءاستفاده از شهرت یک شخصیت معروف تلویزیونی- بود. رودخانه وحشی (۱۹۶۰) که به صاحبان قدرت در دره‌های تنسی می‌پرداخت که سعی داشتند با جاری کردن سیل در منطقه، سدی در آنجا بسازند.

## شکوه علفزار
شکوه علفزار (۱۹۶۱)، اقتباسی از نمایش‌نامه ویلیام اینگ، دربارهٔ آسیب‌های اجتماعی و زندگی منحرف جوانان در آمریکا بود، که به موفقیت تجاری بسیاری رسید. شکوه علفزار داستان زن و شوهری است که دیوانه‌وار همدیگر را دوست دارند. فیلم با سکانس نسبتاً طولانی‌ای از بوسهٔ عاشقان آغاز می‌شود و مادر که با ورود دخترش به خانه و پی بردن به رابطه‌اش با پسر، نگران باردار شدن اوست. در ادامه متوجه چنین نگرانی‌ای در خانواده پسرک نیز می‌شویم. دو خانواده که روشن‌فکر و خوش‌رفتار هستند، اما از طرفی نگران رابطه جنسی آن‌ها هستند و مدام به آن‌ها هشدار می‌دهند. در ادامه رابطه عاشقانه این زن و شوهر به جایی می‌رسد که دیگر نمی‌توانند خود را به بوسه راضی کنند و جز هم‌خوابی به چیزی راضی نمی‌شوند. گرچه این دو به شدت یکدیگر را دوست دارند و هم‌خوابی را گناه و ناشایست نمی‌دانند، خانواده‌شان می‌خواهند به آن‌ها بفهمانند که اگر چنین کنند، گناه‌کارند. این است که پسرک که دیگر نمی‌تواند خود را کنترل کند، سعی می‌کند تا پیدا کردن راهی برای این مشکل دختر را نبیند. از طرفی پدرش که برای زندگی موفق، معیارهایی خاص دارد اصرار می‌کند که پسر باید برای پیشرفت ادامه تحصیل دهد. اینجاست که نیروی عشق آن‌ها به جای اینکه با گذراندن یک شب ساده، نیرویی زیبا و قدرت‌مند شود، منحرف شده و هر دو را به هرزگی و دیوانگی می‌کشد. دختر دست به خودکشی می‌زند، خود را تسلیم مردان دیگر می‌کند و دست آخر دیوانه می‌شود. پسر نیز با چالش روحی بزرگی روبه‌رو شده و از ادامه تحصیل نیز بازمی‌ماند. اینگ برای نگارش فیلم‌نامه شکوه علفزار برنده اسکار بهترین فیلم‌نامه اصلی و ناتالی وود برای بازی در این فیلم نامزد اسکار بهترین بازیگر نقش اول زن شد.

## آخرین کارهای الیا کازان
در این سال‌ها کازان تئاتر را رها نکرده بود و هر از گاه نمایش‌نامه‌ای را بر صحنه می‌برد. او همچنین به نوشتن رمان هم روی آورد و حتی در فیلم‌های بعدی از نوشته‌های خودش استفاده کرد، مانند، آمریکا، آمریکا (۱۹۶۳) که سرگذشت یک مهاجر یونانی جوان را نقل می‌کرد و سازش (۱۹۶۹).
کازان در دهه هفتاد دو فیلم ساخت؛ مهمانان (۱۹۷۲)، دربارهٔ دو سرباز سابق ویتنام است که به خانهٔ هم‌رزم‌شان حمله می‌کنند، و آخرین قارون (۱۹۷۶) دربارهٔ هالیوود دهه ۱۹۳۰ که بر اساس رمان اف. اسکات فیتزجرالد ساخته شد. در این فیلم رابرت دنیرو نقش تهیه‌کننده فیلمی که شخصیتش براساس ایروینگ تالبرگ معروف پرداخت شده بود، را بازی می‌کرد. هر دو فیلم با نقدهای متفاوتی روبه‌رو شدند. بازدیدکنندگان یک شکست مطلق تلقی شد، و نشریه نیویورکر دربارهٔ آخرین ثروتمند نوشت:
‹‹چنان سست است که گویی فیلمی خون‌آشامی بعد از رفتن خون‌آشامان است. ››
کازان پس از این بیشتر وقت خود را صرف نوشتن و انتشار رمان‌های دیگر خود کرد. از جمله، زندگی‌نامه‌اش را نوشت.

## مک‌کارتیسم، الیا کازان و واکنش‌ها به او
الیا کازان کارگردان بزرگی بود اما واکنش اهالی سینما به او به دنبال ماجرای ۱۹۵۲ همواره متفاوت بوده‌است. برخی او را بخشیدند و برخی به او روی خوش نشان ندادند، و این نام او در لیست سیاه هالی‌وود قرار داد.
۱۹۹۹، زمانی که می‌خواستند  به کازان اسکار دستاورد عمر بدهند، تظاهراتی بیرون از محل مراسم به یک خائن در جریان بود و وقتی کازان وارد شد افراد کمی به احترام او برخاستند.
او که بعد از ماجرای مک‌کارتی، «زنده باد زاپاتا» را ساخت، راستی‌ها متهمش کردند که هنوز در دل خود کمونیست مانده، و چپ‌ها او را ضدانقلاب خواندند. «هاوارد هیوز» میلیاردر معروف آمریکایی (مؤسس استودیو R.K.O) بعد از «زنده باد زاپاتا» گفت: «کازان از یک راه‌زن یک بابانوئل ساخته …» و کازان در جوابش گفت: «جناب میلیاردر! آیا کسی را راه‌زن‌تر از خودتان می‌شناسید؟»
ساموئل فولر فیلم‌ساز نیز در انتقاد از «زنده باد زاپاتا» نوشت: «آقای کازان! شما از یک ایدئالیست یک آدم‌کش ساخته‌اید» و کازان این بار جواب داد: «آقای فولر شما به من یاد دهید که ایدئالیسم چیست و ایدئالیست کیست؟»

## گفته‌ها دربارهٔ کازان
مارلون براندو دربارهٔ کازان گفته‌است:
«کازان، برای بازیگران بهترین کارگردانی است که می‌توانید بیابید، چون خودش بازیگر بوده، البته بازیگری به‌خصوص. او چیزهایی را درک می‌کند که کارگردانان دیگر نمی‌توانند. او به شما الهام می‌بخشد... کازان چیزهای بسیاری برای بازیگران به ارمغان آورده‌است، او شما را دعوت به بحث با خود می‌کند. او از اندک کارگردانان خلاق و فهیمی است که می‌داند بازیگر به کدام سو می‌رود. او به شما اجازه می‌دهد تا آن‌گونه که می‌خواهید بازی کنید.»

## گزیده جوایز و افتخارات
فیلم‌های کازان، برندۀ ۲۲ اسکار شدند و ۶۲ بار نیز کاندیدای اسکار شدند. از آن‌ها، ۲ اسکار کارگردانی به کازان رسید.
- اسکار بهترین کارگردانی برای توافق مردان در  ۱۹۴۸ و در بارانداز در ۱۹۵۵
- گلدن گلاب بهترین کارگردانی برای در بارانداز در  ۱۹۵۵ و گلدن‌گلاب بهترین فیلم برای توافق مردان در  ۱۹۴۸، در بارانداز در ۱۹۵۵، عروسک بچه در ۱۹۵۷ و آمریکا، آمریکا در ۱۹۶۴
- نخل طلای کن بهترین فیلم دراماتیک برای شرق بهشت در ۱۹۵۵.

## فیلم‌شناسی
- درختی در بروکلین می‌روید (۱۹۴۵)
- برج مراقبت از فردا (۱۹۴۵) (غیررسمی)
- دریای علف (۱۹۴۶)
- بومرنگ! (۱۹۴۷)
- قرارداد شرافتمندانه (۱۹۴۷)
- پینکی (۱۹۴۹)
- وحشت در خیابان‌ها (۱۹۵۰)
- اتوبوسی به نام هوس (۱۹۵۱)
- زنده باد زاپاتا (۱۹۵۲)
- فرار به‌سوی آزادی (مردی روی بند، ۱۹۵۳)
- در بارانداز (۱۹۵۴)
- شرق بهشت (۱۹۵۵)
- عروسک بچه (۱۶۵۹)
- چهره‌ای در جمعیت (۱۹۵۷)
- رود وحشی (۱۹۶۰)
- شکوه علفزار (۱۹۶۱)
- آمریکا، آمریکا (۱۹۶۳)
- سازش (۱۹۶۹)
- ملاقاتی‌ها (ملاقات‌کننده‌ها، ۱۹۷۲)
- آخرین سرمایه‌دار بزرگ (۱۹۷۶)